# San Fernando, Pampanga

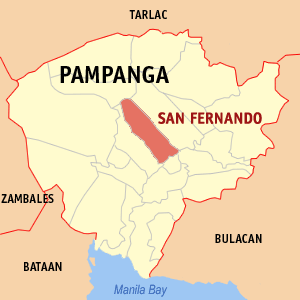
San Fernandos läge i provinsen Pampanga.

San Fernando (officiellt City of San Fernando) är administrativ huvudort för provinsen Pampanga och regionen Centrala Luzon på Filippinerna och säte för en av landets katolska biskopar. 221 857 invånare (folkräkning 1 maj 2000).
San Fernando grundades 1754 men fick inte stadsrättigheter förrän 2001 efter en kampanj ledd av Filippinernas nuvarande president Gloria Macapagal-Arroyo, då senator. Staden är mest känd för San Pedro Cutud Lenten Rites på långfredagen, då filippinska män låter sig korsfästas, och Giant Lantern Festival strax före jul.
Staden är indelad i 35 smådistrikt, barangayer, varav samtliga är klassificerade som tätortsdistrikt.